# Mainline Church
Eine Mainline Church ist in den Vereinigten Staaten eine protestantische Kirche mit moderater Theologie, die für neue Ideen und gesellschaftliche Veränderungen offen ist.
Der Ausdruck mainline stammt daher, dass Religionssoziologen, die den Ausdruck prägten, die Vorortmilieus von Philadelphia als kennzeichnend für das Establishment betrachteten; diese Vororte wurden durch die so genannte „main line“ der Pennsylvania Railroad miteinander verbunden. Die Anhänger bzw. die Denomination werden auch mainstream American Protestant oder oldline Protestant genannt.
Die Mainline Churches hatten in den Vereinigten Staaten bis zur Mitte des 20. Jahrhunderts einen wesentlichen Einfluss auf Kultur und Gesellschaft. So waren 33 der bisherigen 45 US-Präsidenten Mitglieder einer dieser Kirchen. Seit dieser Zeit ist jedoch sowohl ihr Einfluss als auch ihre Mitgliederzahl in den Vereinigten Staaten stark zurückgegangen: So verlor beispielsweise die United Methodist Church (Evangelisch-methodistische Kirche) zwischen 1965 und 1990 19,5 % ihrer Mitglieder, während die Presbyterian Church (USA) 33,1 % verlor und die Christian Church (Disciples of Christ) 45,8 %. Sie wurden nicht nur von anderen Kirchen bezüglich Mitgliederzahl überholt, sondern sie verloren auch an kultureller Bindungskraft in einer zunehmend multikulturellen und säkularen Gesellschaft. Einer im Juni 2008 veröffentlichten Studie des Pew Forum on Religion & Public Life zufolge stellten die Anhänger der Mainline Churches mit 18,1 % der Bevölkerung der Vereinigten Staaten hinter den Evangelikalen (26,3 %) und den Katholiken (23,9 %) nur mehr die drittstärkste der in der Studie unterschiedenen religiösen Gruppen dar.

## Politische und theologische Sichtweisen
Mainline Churches sind von den konservativ-traditionellen, evangelikalen oder fundamentalistischen Kirchen abzugrenzen. Meist umfassen sie, so wie die Volkskirchen im deutschsprachigen Raum, ein Spektrum an Meinungen; von evangelikaler Seite wird ihnen jedoch ein theologischer Liberalismus vorgeworfen. Wenn sie sich in jüngerer Zeit in weltpolitischen Fragen eingemischt haben, dann oft, um soziale Ungerechtigkeiten oder eine militaristische Außenpolitik zu kritisieren – Positionen, die häufig mit einer linken Politik (in den USA: liberal) im US-amerikanischen Diskurs identifiziert werden. Kennzeichnend für Mainline Churches ist eine beträchtliche theologische Breite: Praktisch alle haben liberale und konservative Flügel, und theologische Sichtweisen variieren zwischen einzelnen Mitgliedern bzw. Geistlichen der gleichen Kirche. 
Theologische Sichtweisen sind im Allgemeinen gemäßigt und mehr oder weniger durch die historisch-kritische Exegese geprägt. Mainline Churches vertreten den traditionellen Glauben an die Dreieinigkeit Gottes und erkennen die historischen Glaubensbekenntnisse an. Die Verbalinspiration und absolute Irrtumslosigkeit der Bibel spielen keine besondere Rolle. Der allgemeine Konsens ist, dass die Bibelauslegung den gottgegebenen Verstand verwenden muss und dabei auch die Kultur, in der die Bibel entstand, berücksichtigen muss. Nach Auffassung von Mainline-Theologen sollen diese Methoden die Bedeutung der Bibel nicht herabmindern; sie bejahen, dass die Bibel die Offenbarung von Gottes Wort sei.
Alle Mainline Churches in den Vereinigten Staaten haben die Ordination von Frauen eingeführt.
Es gibt keine einheitliche Einstellung zur Homosexualität. Generell werden – wie in nahezu allen liberalen Kirchen, die ein pluralistisches Wahrheitsverständnis vertreten – homosexuelle Menschen als Kirchenmitglieder akzeptiert, und es gibt eine Akzeptanz gegenüber homosexuellen wie auch heterosexuellen Paarbeziehungen außerhalb der Ehe. Segnungen gleichgeschlechtlicher Paare werden zunehmend in den Mainline Churches zugelassen. Einige Mainline Churches ordinieren Pastoren, die in gleichgeschlechtlicher Partnerschaft leben.

## Kirchen, die zu den Mainline Churches gerechnet werden
Die Grenze zwischen konservativen/evangelikalen Kirchen einerseits und Mainline Churches andererseits verläuft nicht bei allen Autoren gleich. Beispielsweise kommen ARDA, Beliefnet und Religioustolerance.org dabei zu unterschiedlichen Listen.
William R. Hutchison hat, bezogen auf die Jahre 1900 bis 1960, den Ausdruck die „Sieben Schwestern des amerikanischen Protestantismus“ geprägt. Damit waren folgende Kirchen gemeint, zu denen sowohl liberale als auch konservative Kirchen heute wie damals gehören:
| Name                                                | Konfession    | Verfassung                        | Mitgliederzahl | Stand |
| --------------------------------------------------- | ------------- | --------------------------------- | -------------- | ----- |
| American Baptist Churches USA                       | baptistisch   | kongregationalistisch             | 1.308.054      | 2010  |
| Disciples of Christ                                 | reformiert    | kongregationalistisch             | 0.639.551      | 2010  |
| Episkopalkirche der Vereinigten Staaten von Amerika | anglikanisch  | episkopal                         | 1.951.907      | 2010  |
| Evangelisch-Lutherische Kirche in Amerika           | lutherisch    | episkopal-synodal                 | 4.274.855      | 2010  |
| Presbyterian Church (USA)                           | reformiert    | presbyterianisch                  | 2.675.873      | 2010  |
| United Church of Christ                             | reformiert    | kongregationalistisch             | 1.058.423      | 2010  |
| United Methodist Church                             | methodistisch | „konnexional“ (synodal-episkopal) | 7.679.850      | 2009  |

Zu den mainline churches werden des Weiteren folgende Kirchen in den Vereinigten Staaten gerechnet:
- International Council of Community Churches, rund 70.000 Mitglieder (2010)[12]
- Latvian Evangelical Lutheran Church in America
- Universal Fellowship of Metropolitan Community Churches 16.000 Mitglieder (2006)[13]
- Moravian Church in America, Alaska Province
- Moravian Church in America, Northern Province 20.220 Mitglieder (2010)[14]
- Moravian Church in America, Southern Province 21.513 Mitglieder (1991)[15]
- National Association of Congregational Christian Churches 65.392 Mitglieder (2001)[16]
- Reformed Church in America rund 269.000 Mitglieder (2005)